# Dinosaur Island
Dinosaur Island est un film américain réalisé par Fred Olen Ray et Jim Wynorski en 1994. Il s'agit d'un film semi-érotique.

## Synopsis
Un capitaine de l'armée conduit trois déserteurs à comparaître devant une cour martiale, quand leur avion s'écrase dans l'océan. Ils accostent alors sur une île inconnue peuplée de dinosaures et d'amazones.

## Distribution
- Ross Hagen: Jason Briggs
- Richard Gabai: John Skeemer
- Antonia Dorian: April
- Griffin Drew: May
- Michelle Bauer: June
- Peter Spellos: Turbo
- Tom Shell: Wayne
- Steve Barkett: Healey
- Toni Naples: Morganna
- Nikki Fritz : la prétresse
- Robin Chaney: Tara